# Лесная улица (Кострома)
Лесная улица — улица в историческом центре Костромы, одна из древних улиц города. Проходит вдоль левого берега Волги от улицы Чайковского, как продолжение улицы 1 Мая, до реки Чёрная.

## История
Современное название улицы указывает на чащу, заросшую лесом местность. Эта версия происхождения названия подтверждается названием другой древней улицы, проходящей рядом, — Улица Нижняя Дебря. С XVII века называлась также «Нижнебережней» улицей.
Застраивалась с конца XIII века.
В 1654 году на улице воздвигнута церковь Вознесения, составившая вместе с церковью Николы Мокрого и др. прибрежный ряд храмов, обрамлявший город со стороны Волги, ныне — один из старейших памятников культовой архитектуры города.
По разработанному после опустошившего город пожара плану 1784 года на улице предусматривалась только каменная застройка, в числе первых были возведены жилые дома купцов А. П. Свешникова, В. К. Коржавина и В. Г. Стоюнина (1739—1793), в начале XIX века строительство продолжилось. Район улицы занимали кожевенные мастерские, с XVIII века — кожевенные заводы, действовавшие до конца XIX века. В 1860-х годах «почётный» гражданин Н. Г. Частухин открыл при приобретённом у наследников Масленникова доме торговые бани, в 1870 году их новый владелец фабрикант И. С. Михин приспособил под бани и первый этаж самого дома, а на втором этаже открыл трактир. Через десять лет он продал своё предприятие И. Б. Зимину, который возвёл дополнительный одноэтажный флигель с подвалом и благополучно развивал бани, они пользовались популярностью и проработали до 1918 года.

## Достопримечательности
д. 5 — Усадьба Д. И. Масленникова
д. 7 — Усадьба А. П. Дурыгина
д. 15 — Церковь Николая Чудотворца на Дебре
Церковь Вознесения Господня на Дебре
Музей уникальных кукол и игрушек

## Известные жители
Владимир Яковлевич Стоюнин (дом не сохранился)